# Markus Persson

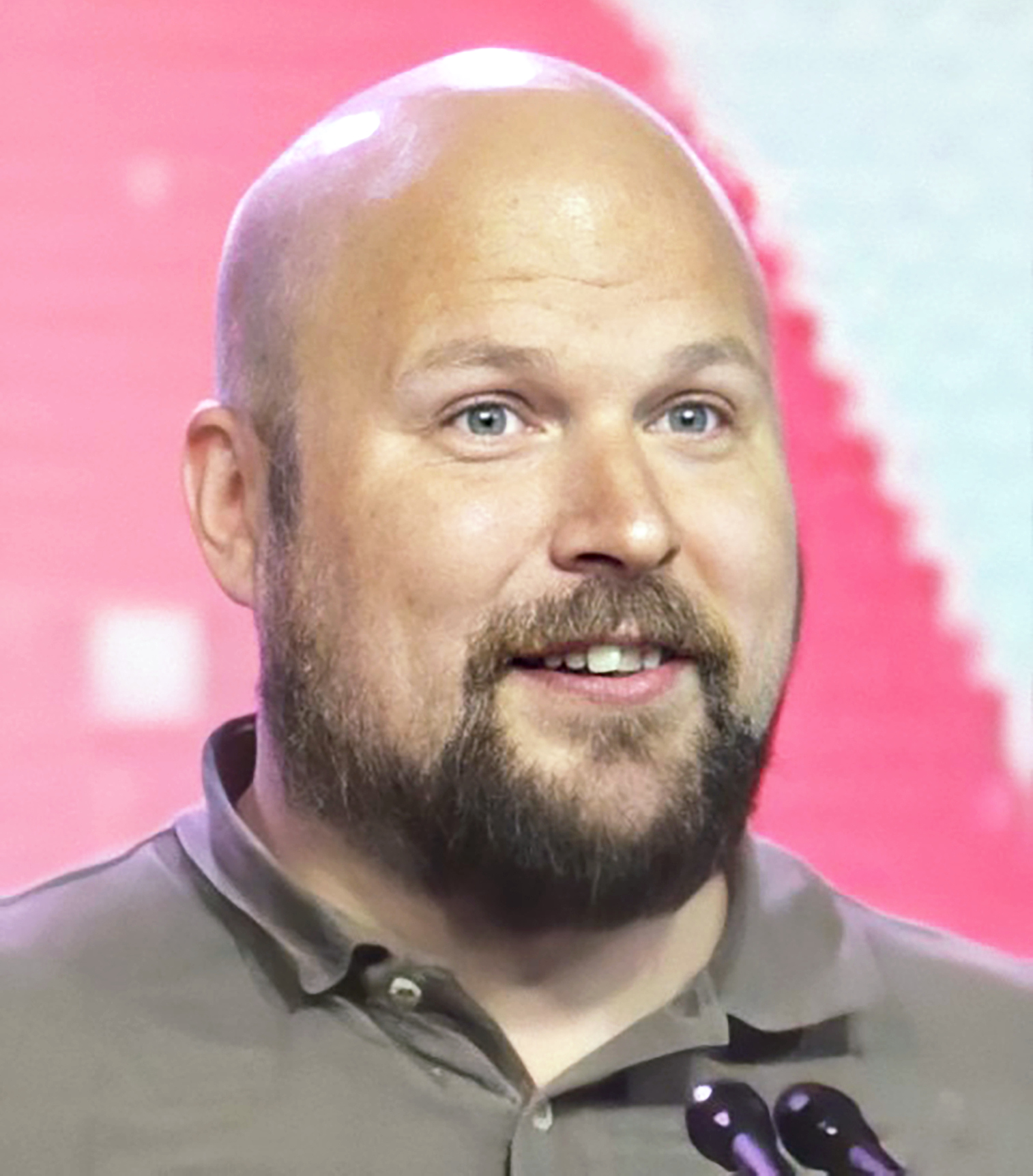
Markus Persson (2016)

Markus Alexej Persson (* 1. Juni 1979 in Stockholm), auch bekannt als Notch (englisch für „Kerbe“), ist ein schwedischer Spieleentwickler. Bekannt wurde er durch die Entwicklung des Spiels Minecraft, welches sich zum bisher meistverkauften Computerspiel entwickelte. Er erfand auch den Hauptcharakter des Spiels, Steve.
2009 gründete er das Entwicklerstudio Mojang, welches er 2014 für 2,5 Milliarden US-Dollar mitsamt der Minecraft-Lizenz an Microsoft verkaufte.
Seit 2017 erregte er mit Unterstützung für Verschwörungstheorien wie QAnon und Pizzagate und kontroversen politischen Aussagen Aufsehen.

## Leben

### Kindheit und Jugend
Geboren in Stockholm, verbrachte Markus Persson seine Kindheit in Edsbyn, bevor er im Alter von sieben Jahren mit seinen Eltern nach Stockholm zog. Seine Eltern, ein Bahnarbeiter und eine Krankenpflegerin, ließen sich scheiden, als Persson zwölf Jahre alt war. Er hat keine weiterführende Schule abgeschlossen.
Als Kind begann er mit dem Programmieren am Commodore 128 seines Vaters und führte dies während seiner Schulzeit auf seinem Atari ST fort.

### Karriere
Mit 18 begann er als Programmierer bei einer Webdesign-Firma zu arbeiten und wechselte in den Folgejahren mehrfach den Arbeitgeber. Seine berufliche Laufbahn als Spieleentwickler führte ihn unter anderem zu King.com, wo er bis 2009 arbeitete und unter anderem das Spiel Luxor programmierte. Persson war weiterhin Mitbegründer des Spiels Wurm Online. Seit 2008 nahm Persson regelmäßig am jährlichen Computerspiel-Programmierwettbewerb Ludum Dare teil. Zu seinen Beiträgen zählten unter anderem Breaking the Tower, ein minimalistisches Echtzeit-Strategiespiel (RTS), sowie Minicraft, ein zweidimensionales, an Minecraft angelehntes Actionspiel.
2009, während er bei der Online-Foto-Plattform jAlbum arbeitete, programmierte Persson innerhalb weniger Tage eine Pre-Alpha-Version des Spiels Minecraft. Nach Gründung des Studios Mojang Specifications veröffentlichte Persson diese im Mai 2009 als kostenlosen Download in einem Internetforum. Nach wenigen Monaten Entwicklung wurde die kostenpflichtige Alpha-Version veröffentlicht, welche rasch mehrere Tausend Einheiten absetzte. 2010 gewann er Jakob Porsér, einen ehemaligen Kollegen von King.com, als Partner. Nach der Umstrukturierung des Studios in die Mojang AB widmeten sich beide Vollzeit der Spieleentwicklung. In den kommenden Monaten stiegen die Absatzzahlen von Minecraft enorm. Im Januar 2011 gab es eine Million Accounts, sechs Monate später bereits zehn Millionen.
Am 1. Dezember 2011 trat er seinen Posten als Hauptentwickler von Minecraft an Jens Bergensten ab, um sich der Entwicklung anderer Spiele zu widmen. Die Arbeiten an einem im Weltraum angesiedelten Open-World-Spiel mit dem Titel 0x10c stellte er jedoch 2013 wieder ein.
Im September 2014 verkaufte Persson Mojang für 2,5 Milliarden US-Dollar an Microsoft. Seit 2015 befindet sich Persson auf der Forbes-Liste der Milliardäre, 2023 wurde sein Vermögen auf rund 1,3 Milliarden US-Dollar geschätzt.
Gemeinsam mit Porsér gründete er 2015 das Studio Rubberbrain. Bis 2021 konnte es trotz Ausgaben von etwa 5,9 Millionen Euro kein Spiel fertigstellen.

## Kontroversen
Seit 2017 ist Persson wegen politischer Aussagen, die er vor allem auf Twitter veröffentlichte, öffentlich kritisiert worden. Persson hat mehrere Millionen Follower auf Twitter. Ihm wurden Rassismus, LGBT-Feindlichkeit, Trolling und die Unterstützung von Verschwörungstheorien vorgeworfen.
Im Juni 2017 äußerte er sich positiv zu Straight Pride und erklärte, Gegner eines „Hetero-Sexual-Pride-Day“ verdienten es, erschossen zu werden. Er bezeichnete den Feminismus als „gesellschaftliche Krankheit“ und beleidigte Zoë Quinn als „Fotze“. Nach kritischen Reaktionen zeigte sich Persson einsichtig: „So yeah, it’s about pride of daring to express, not about pride of being who you are. I get it now.“ Im November 2017 schrieb Persson, es sei „ok, weiß zu sein“, sowie „Privilegien sind eine ausgedachte Kategorie“.
Transgeschlechtlichkeit beschrieb er 2019 als „psychische Erkrankung“.
Im August 2017 musste sich Persson zu einer Reihe von Tweets erklären, in denen er die Pizzagate-Theorie unterstützt hatte. 2019 bezeichnete er QAnon als „echt“ und rief zu Misstrauen gegenüber den Medien auf.
2019 wurden von Microsoft und Mojang alle Hinweise auf Notch aus Minecraft – abgesehen von den Credits – entfernt. Ebenso wurde er nicht zu den Feierlichkeiten zum zehnjährigen Jubiläum des Spiels eingeladen. Die offizielle Begründung Microsofts lautete, dass die Meinungen und Äußerungen von Persson nicht die Werte von Microsoft, Mojang oder Minecraft widerspiegelten.
Im Rahmen einer Auseinandersetzung mit dem YouTuber Game Maker’s Toolkit löschte Persson im August 2020 seinen Twitteraccount, stellte diesen jedoch wenige Wochen später wieder her.

## Privates
Persson lebte im Stockholmer Stadtteil Södermalm, bevor er 2014 für 70 Millionen US-Dollar eine Villa in Beverly Hills erstand. Vom 13. August 2011 bis 15. August 2012 war Persson mit Elin Zetterstrand, der Schwester des Malers Kristoffer Zetterstrand, verheiratet. Ihre gemeinsame Tochter kam 2012 zur Welt. Persson ist Mitglied der Hochbegabtenvereinigung Mensa International und Mitglied der schwedischen Piratenpartei.
Über soziale Medien kommunizierte Persson auch persönliche Probleme an die Öffentlichkeit. 2015 twitterte er, dass er sich trotz der Möglichkeiten, die sein Vermögen ihm eröffne, einsam und isoliert fühle.
Neben seiner Tätigkeit als Spieleentwickler ist er auch als Musiker im Bereich der Elektromusik unter dem Namen „Markus Alexei“ tätig. Im Juni 2014 ersteigerte Persson eine von fünf Testpressungen des nie veröffentlichten Caustic-Window-Albums aus dem Jahr 1994 für 46.300 US-Dollar.